# Żądło

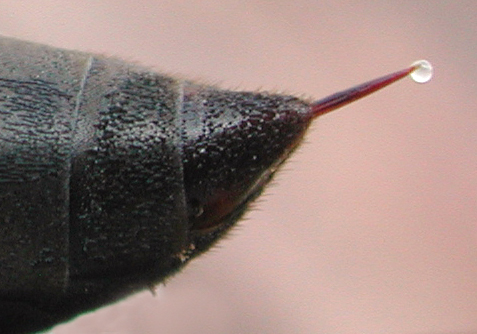
Żądło osy

Żądło – homologiczny do pokładełka narząd samic wielu żądłówek (Aculeata) umieszczony na końcu odwłoka, połączony rynienką z gruczołem jadowym. Służy zdobywaniu pokarmu i, co ma większe znaczenie, obronie.